# Jorge Martín Torres Carbonell

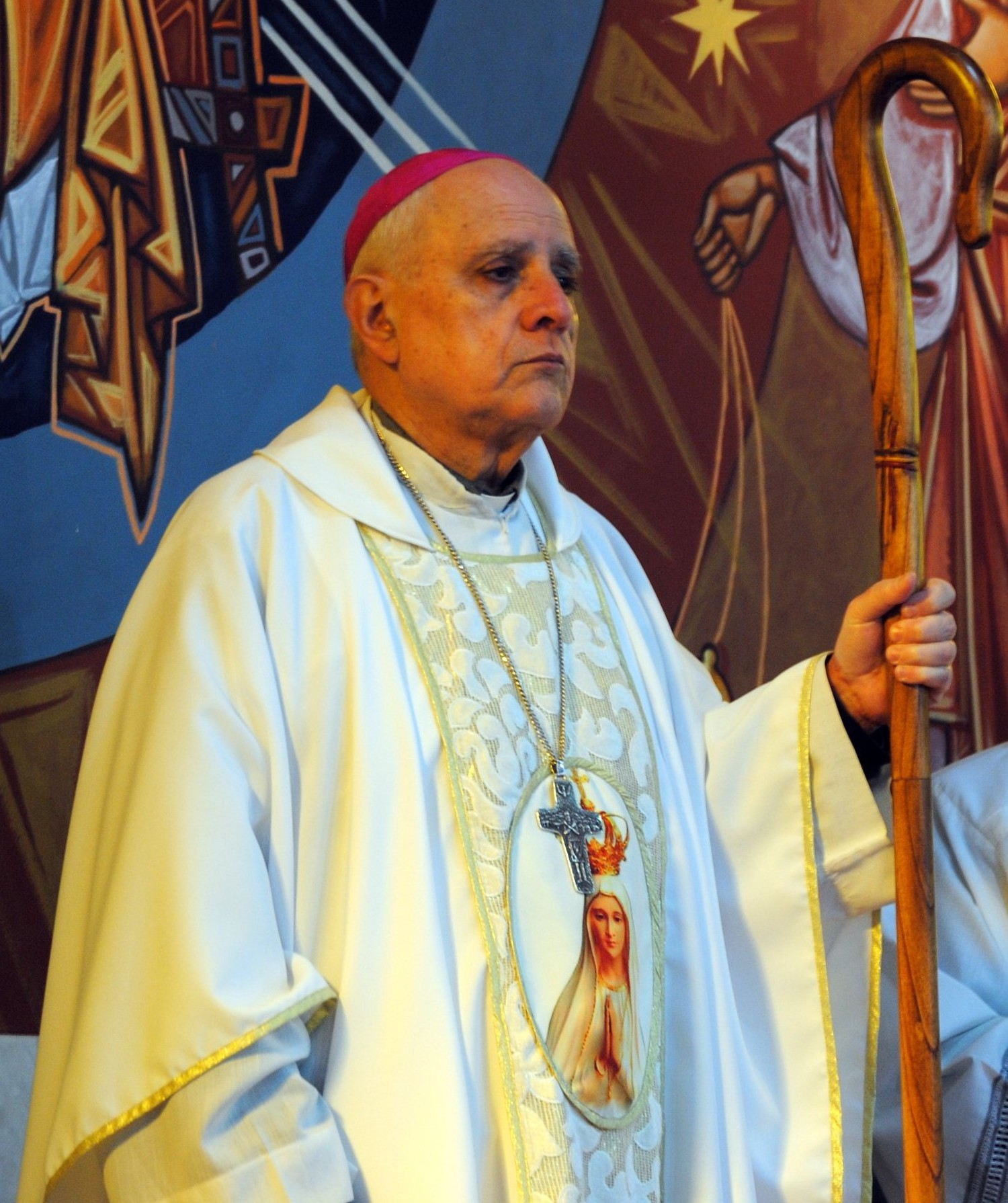
Jorge Martín Torres Carbonell, 2020

Jorge Martín Torres Carbonell (* 22. April 1954 in Buenos Aires, Argentinien) ist ein argentinischer Geistlicher und römisch-katholischer Bischof von Gregorio de Laferrère.

## Leben
Jorge Martín Torres Carbonell empfing am 18. November 1983 das Sakrament der Priesterweihe für das Erzbistum Buenos Aires.
Am 21. November 2014 ernannte ihn Papst Franziskus zum Titularbischof von Aquae in Byzacena und bestellte ihn zum Weihbischof in Lomas de Zamora. Die Bischofsweihe spendete ihm der Bischof von Lomas de Zamora, Jorge Rubén Lugones SJ, am 27. Februar des folgenden Jahres. Mitkonsekratoren waren der Erzbischof von Buenos Aires, Mario Aurelio Kardinal Poli, der Bischof von San Justo, Eduardo Horacio García, sowie die Weihbischöfe Joaquín Mariano Sucunza aus Buenos Aires und Jorge Vázquez aus Lomas de Zamora.
Am 30. Juni 2020 ernannte ihn Papst Franziskus zum Bischof von Gregorio de Laferrère. Die Amtseinführung fand am 15. August desselben Jahres statt.